# HD 25171
HD 25171 é uma estrela binária na constelação de Reticulum. Com uma magnitude aparente de 7,79, é muito fraca para ser vista a olho nu, mas pode ser vista facilmente com um telescópio pequeno. Medições de paralaxe pela sonda Gaia mostram que está a uma distância de aproximadamente 182 anos-luz (56 parsecs) da Terra.
Esta é uma estrela de classe F da sequência principal com um tipo espectral de F8V, sendo similar ao Sol porém um pouco maior e mais brilhante. A sonda Gaia descobriu que HD 25171 é um sistema binário, possuindo uma companheira anã vermelha distante. Em 2010, foi descoberto um planeta extrassolar análogo a Júpiter orbitando HD 25171.

## Sistema estelar
Com base em seu espectro, HD 25171 é uma estrela de classe F da sequência principal com um tipo espectral de F8V. É um pouco maior que o Sol, com cerca de 108% da massa solar e 124% do raio solar. Irradia de sua atmosfera externa 1,94 vezes a luminosidade solar a uma temperatura efetiva de 6 130 K, o que lhe dá o brilho branco-amarelo típico de estrelas de classe F. Sua metalicidade, a abundância de elementos além de hidrogênio e hélio, é um pouco inferior à solar, com uma abundância de ferro equivalente a 80% da solar. Estima-se que tenha uma idade parecida à do Sol; cerca de 4,8 bilhões de anos.
HD 25171 tem um baixo nível de atividade cromosférica, com um índice log R′HK igual a –4,99. Essa baixa atividade facilita a obtenção de dados precisos de velocidade radial, como os usados para  descobrir o planeta ao seu redor. Sua rotação é lenta, com uma velocidade de rotação projetada de 1 km/s e um período de rotação estimado em 22 dias. Com base em sua velocidade espacial em relação ao sistema local de repouso, representada pelo vetor (U, V, W) = (−18, −40, −6) km/s, HD 25171 é um membro do disco fino da Via Láctea, formado por estrelas mais jovens que incluem a maioria das estrelas na vizinhança solar.
Observações pela sonda Gaia descobriram uma estrela próxima de HD 25171 (Gaia DR3 4670026281492405248) que tem o mesmo paralaxe e movimento próprio que HD 25171, indicando que é uma companheira física. Essa estrela tem uma magnitude aparente de 15,9 (banda G) e está separada de HD 25171 por 65 segundos de arco, o que equivale a 3 600 UA à distância do sistema. Ela tem uma massa estimada de 0,16 massas solares e uma temperatura efetiva de 3 156 K.

## Sistema planetário
Em 2010, foi anunciada a descoberta de um planeta extrassolar massivo ao redor de HD 25171, detectado pelo método da velocidade radial a partir de dados do espectrógrafo HARPS. O instrumento observou a estrela 24 vezes entre novembro de 2003 e março de 2010, revelando as variações na sua velocidade radial causadas pela influência gravitacional do planeta. A estrela continuou sendo observada pelo HARPS, e em 2018 foi publicada uma solução orbital atualizada, baseada em 46 dados de velocidade radial, como parte de um estudo procurando planetas adicionais no sistema. Embora nenhum outro planeta foi encontrado, os dados permitiram aumentar a precisão dos parâmetros do planeta gigante.
O planeta HD 25171 b é um gigante gasoso com uma massa mínima de 0,92 vezes a massa de Júpiter. Ele orbita a estrela a uma distância média de 2,97 UA, com um período de aproximadamente 1 800 dias (4,9 anos) e uma excentricidade baixa. Com base em sua massa e órbita, HD 25171 b pode ser considerado um análogo a Júpiter no Sistema Solar, estando longe o suficiente de sua estrela para permitir a existência de planetas rochosos na zona habitável do sistema.
| Planeta | Massa                 | Semieixo maior (UA) | Período orbital (dias) | Excentricidade     |
| ------- | --------------------- | ------------------- | ---------------------- | ------------------ |
| b       | 0,915+0,011 −0,012 MJ | 2,971+0,033 −0,032  | 1802,29+24,12 −22,92   | 0,042+0,046 −0,029 |